# 峇都兰樟
峇都兰樟是马来西亚槟城州东北县乔治市的市郊，西临亚依淡，东临日落洞，距乔治市市中心约2.7公里。
峇都兰樟曾以农耕事业为主，如今城市现代化建设兴起，林立各大住宅和高楼，尤其以近邻社区青草巷发展显著，多家商业房产与企业应运而生。

## 交通

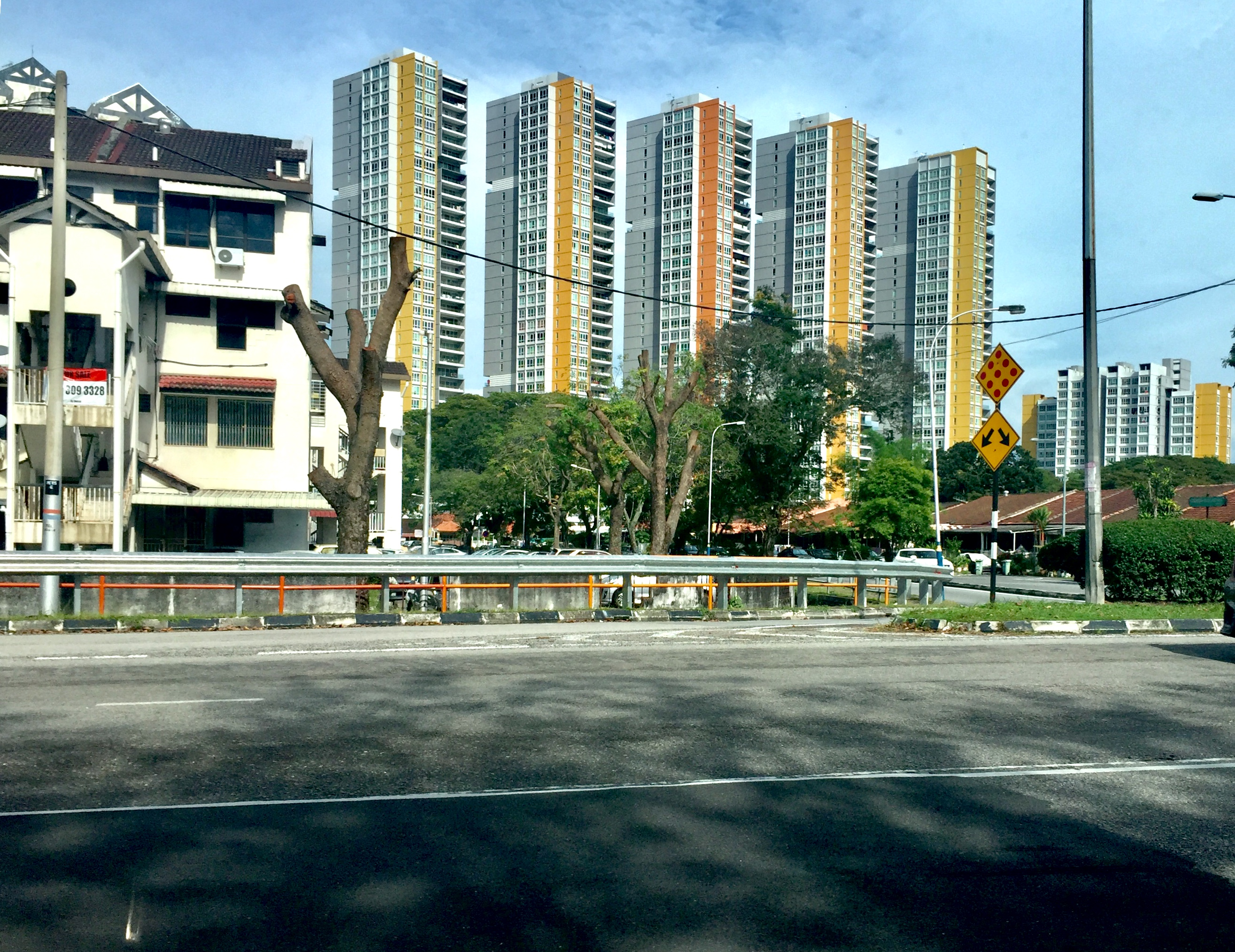
青草巷路其中一条驶入峇都兰樟的通道

自修建以来，青草巷路至今仍是峇都兰樟的主干道路，是疏通槟城国际机场、槟威大桥及第二大桥至丹绒武雅与直落巴巷沿海的要道。青草巷因街边种满老树而得名，现虽已易名为“州清真寺路”（Jalan Masjid Negeri），但旧称犹存于民间。
目前，峇都兰樟的公共交通运输方式主要以槟城快捷通巴士为首，其中途经该区的巴士路线为11、13、206以及304号，以向北连接乔治市并通往其他地点如日落洞、牛汝莪、亚依淡和垄尾。

## 教育

### 小学
- 峇都兰樟国小
- 卿田华小

### 中学
- 恒毅国民型华文中学
- 孔圣庙中华国民型华文中学
- 大英义国民中学
- 乔治市国民中学
- 哈密甘国民中学
- 青草巷修道院中学
- 哈芝再努阿比丁国民中学

### 技术学校
- 峇都兰樟技术学校

### 注脚
1. ↑  该路名取自地标槟城州立清真寺。[2]